# 데보라 세코
데보라 세코(Deborah Secco, 1979년 11월 26일 ~ )는 브라질의 배우이다. 2012 브라질 영화대상 여우주연상 수상자이다.

## 출연 작품
- 저스트 라이크 허 (2011)
- 콜걸 (2011)